# Андре Жедальж
Андре Жедальж (фр. André Gedalge; 27 грудня 1856, Париж — 5 лютого 1926, Шессі, департамент Сена і Марна) — французький композитор і педагог.

## Біографія
Після закінчення навчання в школі Жедальж працював продавцем книг, досить пізно почав займатися музикою і вступив в Паризьку консерваторію лише в 28 років. Пройшовши курс композиції у Ернеста Гіро, Жедальж зміг в 1886 році отримати друге місце на конкурсі за Римську премію (перше місце не було присуджено нікому), і незабаром сам став викладати в консерваторії як асистент Гіро і Жуля Массне. Приділяючи багато часу дослідженням в царині теорії музики, Жедальж на початку XX століття випустив в друк ряд масштабних праць, серед яких найбільш відомий «Курс фуги».
У 1905 році він отримує посаду професора класу контрапункту і фуги та займає цю посаду до самої смерті. Бувши відмінним педагогом, Жедальж виховав ряд відомих музикантів, серед яких — Моріс Равель, Флоран Шмітт, Жак Ібер, Даріус Мійо, Христофор Тальтабулл і багато інших. Равель згадував Жедальжа словами: «Мені дуже приємно відзначити, що найціннішими рисами моєї майстерності я зобов'язаний Андре Жедальжу». А. Онеґґер, який навчався у нього контрапункту згадував: «Жедальж прищеплював нам в першу чергу любов до подолання труднощів: з ясністю, іноді жорстокістю, він заперечував всякі трюки — в таких випадках він радив звертатися до Баха або Моцарта. Про свого вчителя, який відкрив мені музичну техніку, я думаю з хвилюванням і вдячністю».
У своїх творах Жедальж дотримується композиторських традицій Сен-Санса і Лало, без впливу імпресіонізму. Своє ставлення до цього напрямку в мистецтві композитор висловив в епіграфі до Третьої симфонії: «Без літератури і живопису». Твори Жедальжа відзначені ідеальними контрапунктичними структурами і яскравою оркестровкою.

## Основні твори
Опери та балети
- «Спійманий», комічна опера (1890)
- «Маленький савоєць» (1891)
- «Олена» (1893)
- «Феб» (1900)

Твори для оркестру
- Чотири симфонії (D-dur, 1 893; c-moll, 1902; F-dur, 1910; A-dur, не закінчена)
- Концерт для фортеп'яно з оркестром

Камерні твори
- Струнний квартет (1892)
- Дві сонати для скрипки і фортеп'яно (1897, 1900)

Твори для фортеп'яно
- Чотири прелюдії і фуги
- Чотири п'єси в чотири руки
- Три концертних етюди

Вокальні твори
- Пісні та романси на вірші різних авторів